# LAPB

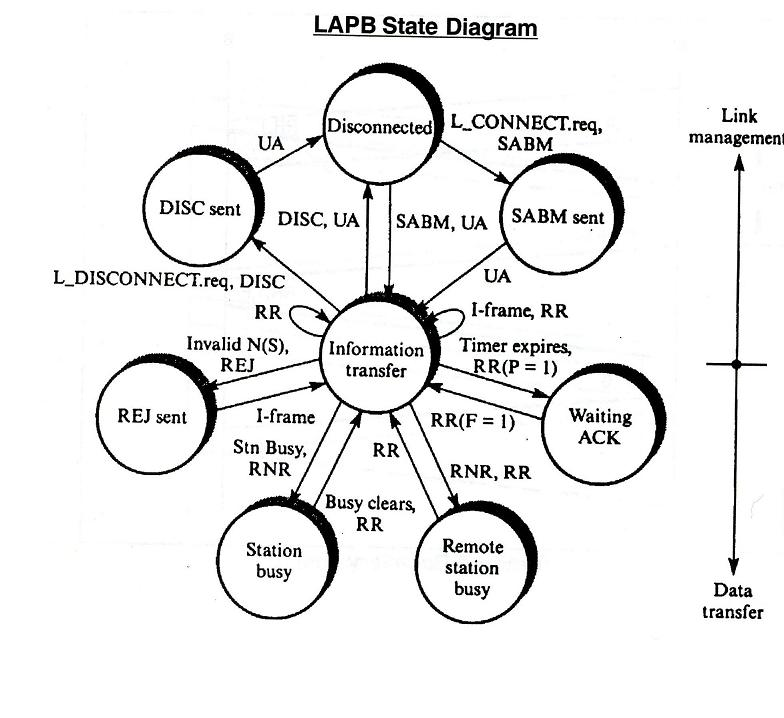
Диаграма состояний LAPB

Link Access Procedure, Balanced (LAPB) - сбалансированный протокол доступа к каналу передачи данных.Является протоколом канального уровня, используемым для передачи пакетов стандарта X.25. Протокол LAPB является битовым ориентированным протоколом и входит в семейство протоколов HDLC (High Level Data Link Control),что гарантирует надежную передачу кадров.LAPB входит в число протоколов рекомендованных МСЭ-Т. 
LAPB используется для управления связью и обменом данных между оконечным оборудованием обработки данных (англ. DTE) и оконечным оборудованием линии связи(англ. DCE) в формате стандарта X.25. LAPB по сути своей является HDLC только в асинхронном и сбалансированном режиме. LAPB сеансы могу быть организованы по запросу DTE или DCE.Станция, инициирующая вызов, определяется как основная, а отвечающая станция-как вторичная.

## Структура протокола

### Типы кадров
- I-Frames (Информационные кадры): Эти кадры содержат информацию высших уровней и некоторую управляющую информацию.Так же он содержит номера последовательности отправки и приёма. Номер последовательности приёма фиксирует номер блока данных, который должен быть принят следующим. Это используется для обнаружения и устранения ошибок.
- S-Frames (Кадры супервизора): S кадры запрашивают и приостанавливают передачу, сообщают о состоянии канала и подтверждают приём кадров типа I.
- U-Frames (Ненумерованные кадры): Являются управляющими и используются в процессе установления и разъединения логического канального соединения.

### Кадр в формате LAPB
| Флаг      | Адрес   | Управление | Данные       | Контрольная сумма | Флаг      |
| --------- | ------- | ---------- | ------------ | ----------------- | --------- |
| 0111 1110 |         |            |              |                   | 0111 1110 |
| (8 бит)   | (8 бит) | (8 бит)    | (Переменная) | (16 бит)          | (8 бит)   |

Флаг– Каждый кадр LAPB начинается и заканчивается специальным байтом – флагом вида 01111110 . Этот приём позволяет использовать любое число бит на символ и любую кодировку.
Поле адреса – Содержание поля адреса зависит от режима функционирования звена данных и может содержать уникальный адрес станции отправителя, адрес станции получателя, групповой адрес, если кадр предназначен для группы станций, или широковещательный адрес (для всех).В LAPB это поле не имеет никакого значения, так как протокол работает в режиме точка-точка, и сетевой адрес DTE представлен в пакетах уровня 3. Поэтому этот байт используется по-другому; он разделяет команды отправку от команд получения и может иметь только два значения: 0x01 и 0x03. 01 определяет кадры, содержащие запросы от DTE для DCE и ответы на эти запросы от DCE для DTE. 03 используется для кадров, содержащих запросы от DCE для DTE и для ответов от DTE для DCE.
Поле управления – Оно служит для определения типа кадра. Более того, оно содержит коды запросов, ответов и порядковые номера кадров, характеристики управления и отслеживает ошибки в данных согласно типу кадра.
Режим работы – LAPB работает в асинхронном сбалансированном режиме (англ. ABM). Каждая станция может инициализировать, контролировать, восстанавливать после ошибок и отправлять кадры в любое время. DTE и DCE рассматриваются как равные.
FCS(Frame Check Sequence) – Последовательность бит для проверки кадров обеспечивает высокий уровень контроля физических ошибок, позволяя проверять целостность передаваемых кадров.
Размер окна – LAPB поддерживает расширенный размер окна (по модулю 128 и по модулю 32768), где максимальное число ожидающих подтверждения кадров увеличивается с 7 (по модулю 8) до 127 (по модулю 128) и 32767 (по модулю 32768).

### Использование протокла
В LAPB нет ведущих/ведомых узлов связи. Отправитель использует бит опроса(анг. the Poll bit) в запросах, чтобы настоять на немедленном ответе. В кадре ответа этот же бит становится последним битом(англ. Final Bit) для получателя. Получатель всегда включает последний бит в своём ответе на команду от отправителя с установленным битом опроса. Бит P/F обычно используется, когда возникает путаница с правильной последовательностью кадров, и необходимо восстановить контрольную точку. Это также используется, чтобы инициировать подтверждение I-кадров.

## Адрессация узлов
Следующая таблица показывает, какие адреса помещены в кадр LAPB при выполнении запросов и отпрвки ответов от DTE к DCE и  от DCE к DTE в условиях одноканальной или многоканальной  связи :
| Направление | Одноканальная связь | Одноканальная связь | Многоканальная связь | Многоканальная связь |
| Направление | Запрос              | Ответ               | Запрос               | Ответ                |
| ----------- | ------------------- | ------------------- | -------------------- | -------------------- |
| DTE-DCE     | 01 Hex (B)          | 03 Hex (A)          | 07 Hex (D)           | 0F Hex (C)           |
| DCE-DTE     | 03 Hex (A)          | 01 Hex (B)          | 0F Hex (C)           | 07 Hex (D)           |

## Запросы и ответы протокла
| Тип            | Запрос | Ответ | Информация |
| -------------- | ------ | ----- | --- |
| Супервизорные  | RR     | RR    | подтверждает приём кадра и указывает, что устройство готово к приёму следующего кадра                                                  |
|                | RNR    | RNR   | подтверждает полученный кадр, но указывает, что устройство не может получить больше I-кадров, потому что оно все ещё занято            |
|                | REJ    | REJ   | запрашивает повторную передачу I-кадров,так как пакет содержит ошибку.И DTE должен повторно передать все пакеты начиная с кадра ошибки |
|                |        | SREJ  | запрашивает ретрансляцию выбранных I-кадров.Пакет содержит определённые кадры, которые DTE будет ретранслировать                       |
| Ненумерованные | SABM   | UA    | установление связи DTE - DCE в нормальном (базовом) режиме (по модулю 8)                                                               |
|                | SABME  | UA    | установление связи DTE - DCE в расширенном режиме (по модулю 128)                                                                      |
|                | SM     | UA    | установление связи DTE - DCE в Суперрежиме (по модулю 32768)                                                                           |
|                | DISC   | DM    | закрывает канал |
|                |        | FRMR  | Отклонение кадра, который содержит сообщение об ошибке                                                                                 |
| Информационные | I      |       | |

| Запросы отправляемые с битом P = 1 | Ответы отправляемые с битом F = 1 |
| ---------------------------------- | --------------------------------- |
| SABM, SABME, SM                    | UA, DM                            |
| I-frame                            | RR, RNR, REJ, SREJ                |
| I-frame                            | FRMR                              |
| RR, RNR, REJ                       | RR, RNR, REJ, SREJ                |
| FRMR                               | FRMR                              |
| DISC                               | UA, DM                            |